# Найда Олександр Андрійович
Олександр Андрійович Найда (нар. 25.05.1918 — † 22.11.1997) — український лісничий, краєзнавець. Заслужений лісовод УРСР (1978), почесний член Українського товариства охорони пам'яток історії і культури (1979).

## Біографія

### Родина
Народився Олександр Андрійович Найда 25 травня 1918 р. в с. Веприк Гадяцького повіту Полтавської губернії в селянській родині Андрія Фірсовича та Катерини Дмитрівни.

### Освіта
Після закінчення місцевої десятирічки а порадою своєї матері вступив до Київського лісотехнічного інституту. Навчання було перервано з початком Другої світової війни.

### Друга світова війна
Під час війни з Фінляндією у складі лижного батальйону, сформованого з таких же студентів, як і він, ходив у тил ворога.
1941 рік зустрів студентом четвертого курсу Київського лісотехнічного інституту. Він був секретарем комсомольської організації вузу і допомагав відправляти майно інституту в тил. Згодом служив у саперній роті. Потрапивши в оточення, Олександр Андрійович вісім місяців перебував на окупованій території. З пораненням добрався з-під Харкова додому на Полтавщину, у Гадяч.
В лютому 1943 р., коли до Гадяча підійшли радянські війська, він знову пішов на фронт у складі 337 Лубенської червонопрапорної орденів Богдана Хмельницького і Суворова дивізії. Потім продовжив військову службу у 899 артилерійському полку топографом, командиром топографічного взводу. За форсування Дніпра (50 км південніше Переяслава) одержав медаль «За відвагу».
У 1944 р. разом з товаришами врятував генерала Ласкіна під час Корсунь-Шевченківської битви, за що був нагороджений Орденом Вітчизняної війни II ступеня.
Після визволення Маньківки деякий час був комендантом. Брав участь у боях під Яссами, у Будапешті та Дебрецені. Завершилася війна для Олександра Андрійовича в Австрії.

### Трудова діяльність
У 1946 р. О. А. Найда закінчив навчання в лісотехнічному інституті. Трудову діяльність розпочав у березні 1947 р. лісничим Прохорівського лісництва Золотоніського району. Заліснював придніпровські піски, потім — Канівські яри і провалля та болота під Смілою. У
1947—1954 рр. створив на місці форсування Дніпра 1943 року його дивізією лісовий масив в 5000 га, у пам'ять про однополчан, які загинули.
Брав участь у пошуках могили і перепохованні А. Гайдара та виступив з ініціативою насадження Гайдарівського лісу. За ці заслуги Олександра Андрійовича Найду було нагороджено двома медалями «За трудову доблесть» (1950, 1952 рр.) та Орденом Трудового Червоного Прапора (1957 р.)
Та чи не найбільше добрих справ він зробив, працюючи лісничим Креселецького лісництва Чигиринського району. За час перебування О. Найди на посаді головного лісничого (з 1.05.1962 по 1.12.1974 рр.) було зменшено вирубку дерев з 60 000 м3 до 1300 м3, збережено 7 тис. гектарів реліктового пралісу і понад 70 тис. було висаджено. Також були засаджені акацією всі яри на території сіл: Мельники, Головківка, Лубенці, Зам'ятниця. Холодноярський ліс було врятовано, проте історико-археологічні та архітектурні пам'ятки урочища занепадали. Тож лісничий О. Найда став на їх захист.
З 1974 р. О. Найда працював головним лісничим Чигиринського лісгоспу.

### Громадська, краєзнавча і пам'яткоохоронна діяльність
Краєзнавство стало його другою професією. Він склав детальну карту Холодноярського лісу та унікальну схему розташування основних історичних, природних, археологічних та інших об'єктів Яру. За його участю та при безпосередньому керівництві у лісовому масиві та по ярах було встановлено понад 30 пам'ятних знаків. На честь Т. Г. Шевченка, який неодноразово бував в Холодному Яру, у 1968 р. було споруджено кам'яну стелу. У 1970 р. за власні кошти О. Найди на території Креселецького лісництва встановлено бюст Великого Кобзаря. Багато років турбувався Олександр Андрійович про відновлення горіхового саду біля Мотронинського монастиря. За допомогою працівників Мельниківської ПМК було впорядковано Гайдамацький ставок.
Велику допомогу він надав у збиранні матеріалу про Холодний Яр Миколі Тодосійовичу Негоді для написання його книжки «Холодний Яр».
Захопленість історією і доброзичливість приваблювали до Олександра Андрійовича багатьох. Його гостями та слухачами були Наталя Ужвій і Расул Гамзатов, Олесь Гончар і Юрій Мушкетик, Галина Уланова і Інокентій Смоктуновський, десятки інших відомих людей.
Його було обрано членом правління Товариства охорони пам'яток історії та культури республіки та області. На кожному пленумі правління обласної організації УТОПІК О.Найда порушував питання збереження культурної спадщини Холодного Яру та створення тут національного парку.
Найбільше захоплювався лісничий Найда тисячолітнім дубом Максима Залізняка, який у кінці 50-х років ХХ ст. знаходився у жахливому стані. Будучи головним лісничим Креселецького лісництва він став ініціатором та виконавцем ряду заходів, проведених з метою його збереження та захисту.
О. Найда брав активну участь у громадському житті міста Чигирина і району, обирався депутатом місцевих рад кількох скликань, керував роботою шкільних лісництв.
При лісництві створив музейну кімнату, проводив дослідницько-пошукову роботу з історії Чигиринщини, працював над створенням путівника по історичних місцях краю.
У 1978 р. О. А. Найді було присвоєно почесне звання «Заслужений лісовод УРСР», а в 1979 р. — «Почесний член Українського товариства охорони пам'ятників історії та культури».
Перебуваючи на заслуженому відпочинку, О. Найда був лектором районної організації товариства «Знання», членом президії районної організації Товариства охорони пам'ятників історії та культури, активним учасником хору ветеранів.
Помер Олександр Андрійович Найда на вісімдесятому році життя в ніч з 21 на 22 листопада 1997 року.

## Творчість
У районній газеті «Зоря комунізму» за 1970-1980-ті рр. можна знайти велику кількість статей О. Найди, присвячених маловідомим сторінкам історії Чигиринщини. Він досліджував період козаччини, Коліївщини, визвольні змагання в Холодному Яру на початку ХХ ст., історію та природу Замкової гори, Холодного Яру, Чигиринського лісу. Основою для їх написання стали місцеві легенди, перекази, які зібрав сам автор.